# Муса-Али (вулкан)
Муса-Али (араб. موسى علي‎) — вулканический комплекс на стыке между Джибути, Эритреей и Эфиопией. Состоит из трахитово-риолитового стратовулкана, который является самой заметной структурой, кальдеры и риолитовых вулканических куполов. Имеет абсолютную высоту 1993, 2021 и 2028 метров, относительную — 1607 метров. Является высочайшей точкой Джибути. Входит в хребет Данакиль, который является частью Эфиопского нагорья.
C 2002 года Муса-Али находится на стыке между Эритреей, Эфиопией и Джибути.

## Галерея

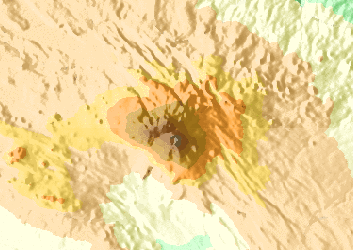
Рельеф Муса-Али
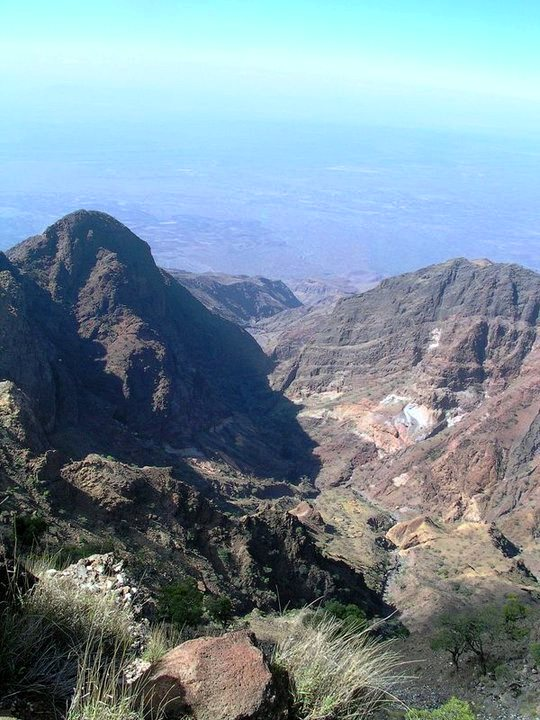
Вид на кальдеру с вершины Муса-Али
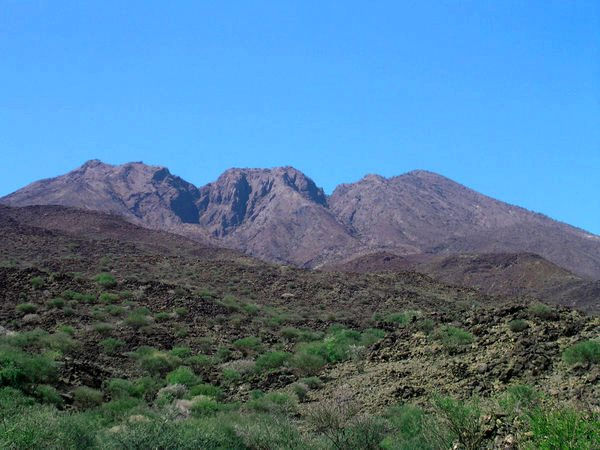
Вид с вершины на юго-западный склон